# Habur
Habur je največji pritok Evfrata v Siriji. Izvira v Turčiji, njen največji vir vode pa so kraški izviri okoli Ras al-Ajna v severni Siriji. Haburju se severno od Al-Hasake pridruži več pomembnih vadijev, ki tvorijo tako imenovani Haburjev trikotnik ali območje Gornji Habur. Od severa proti jugu se letne količine padavin v porečju Haburja zmanjšajo z več kot 400 mm na manj kot 200 mm, zaradi česar je bila reka v zgodovini pomemben vir vode za namakanje polj. Habur se izliva v Evfrat blizu mesta Al-Busajra. 

## Geografija
Tok Haburja se lahko razdeli na dva značilno različna dela: Gornji Habur ali Haburjev trikotnik severno od Al-Hasake in Srednji in Spodnji Habur med Al-Hasako in Al-Busajro.

### Pritoki
Pritoki so našteti od vzhoda proti zahodu. Največ vadijev je vodnatih samo v deževni sezoni. 
- Vadi Radd
- Vadi Hnezir
- Vadi Džarrah
- Reka Džahdžah
- Vadi Hanzir
- Vadi Avedži

## Zgodovina
Reka je pod različnimi imeni dobro opisana že v staroveških virih. Ptolemaj in Plinij starejši sta jo imenovala Haboras (starogrško Χαβώρας), Prokopij Habura, Strabon, Zosim in Amijan Marcelin Aborras (Ἀβόρρας), Izidor iz Haraksa pa Aburas (Ἀβούρας). Habur so opisovali kot veliko reko v Mezopotamiji. Prokopij jo je omenjal kot pomembno reko, Amijan pa je zapisal, da jo je cesar Julijan Odpadnik prečkal "per navalem Aborae pontem" - "čez most v Abori", ki jo je Strabon umestil v bližino mesta  Antemuzija.
V reko se izliva več  manjših pritokov, katerih imena omenjajo kasnejši klasični pisci. Mednje spadajo Skirtus (Prokopij, de Aedif. 2.7), Kordes (Prokopij, de Aedif. 2.2) in Migdonij (Julijan. Or. i.).
Ptolemaj (5.18.6) omenja mesto Habora (Χαβώρα) na Evfratu, ki naj bi stalo blizu Nikeforiona. Ime mesta verjetno izhaja iz imena reke. Teofilakt Simokat  omenja mesto Aboréon froúrion (Ἀβορέων φρούριον), ki je zagotovo istovetno s Haboro.
V dolini Haburja so bile od 1930. let opravljena številna arheološka izkopavanja in raziskave, ki so dokazale, da je bila regija naseljena od spodnjega paleolitika. Med raziskanimi najdišči so tudi Tell Halaf, Tell Brak, Tell Lejlan (Šubat-Enlil), Tell Mašnaka, Tell Mozan (Urkeš) in Tell Barri (Kahat). Regija je dala ime značilno poslikani lončenini (haburska lončenina) iz zgodnjega 2. tisočletja pr. n. št., najdeni  v severni Mezopotamiji in Siriji. Porečje Haburja je povezano tudi z vzponom kraljestva Mitani, ki je cvetelo v obdobju okoli 1500–1300 pr. n. št.
Reka Habur je v Hebrejski Bibliji  omenjana v 1. kroniški knjigi 5:26: "Tiglat-Pileser... je v izgnanstvo odpeljal Rubenite, Gadite in pol Manasejevega plemena.  Odpeljal jih je v Halah, Habor (Habur), Haro in na reko Gozan, kjer so še danes." Istovetnost Haburja in Haborja ni sporna.
Ksenofont pripoveduje, da je Kir Mlajši na svojem propadlem pohodu proti Perzijcem obiskal starodavno mesto Korsote, ki je po mnenju Robina Waterfielda stalo na sotočju Evfrata in Haburja. Drugi avtorji v njegovo trditev dvomijo,  ker so se krajevna imena in tok reke od takrat spremenili.
Reko Habur so včasih poistovetili s Čebarjem ali Kebarjem in Tell Abibom (hebrejsko  תל-אביב‎, Tel Aviv, "hrib pomladi"), kamor so v Ezekielovi knjigi postavili več dogodkov. Zadnje raziskave kažejo, da je bil Čebar vodni kanal ka-ba-ru, omenjen v Murušujevih arhivih iz Nipurja iz 5. stoletja pr. n. št. Kanal, ki je zdaj zamuljen,  je bil izkopan v bližini Nipurja in Šat el-Nila in je vodil na vzhod proti Babilonu.

## Sodobni Habur
Projekt Reka Habur, ki se je začel v 60. letih dvajsetega stoletja, je vključeval gradnjo več jezov in kanalov. V porečju Haburja so bili zgrajeni trije jezovi kot del velikega namakalnega sistema, ki vključuje tudi jez Tabka na Evfratu. V delu porečja Haburja znotraj podokrožja Tell Tamer je  samoupravna asirska enklava. Na odseku Haburja med Ras al-Ajnomn in Al-Hasako sta bila na njegovih pritokih zgrajena jezova Hasaka zahod in Hasaka vzhod. Za njima je 0,09 km3 oziroma  0,2 km3 vode. Tretji jez, Hasaka jug, je zgrajen na Haburju 25 km južno od Al-Hasake in zadržuje  0,7 km3 vode. V porečju Haburja je okoli 16.000 km2 obdelovalne zemlje, ki je glavna žitnica Sirije. V severovzhodnem delu porečja je središče sirske naftne industrije.